# Civitaquana
Civitaquana é uma comuna italiana da região dos Abruzos, província de Pescara, com cerca de 1.391 habitantes. Estende-se por uma área de 21 km², tendo uma densidade populacional de 66 hab/km². Faz fronteira com Brittoli, Catignano, Civitella Casanova, Cugnoli, Loreto Aprutino, Pietranico, Vicoli.

## Demografia
| Variação demográfica do município entre 1861 e 2011                               |
|                                                                                   |
| Fonte: Istituto Nazionale di Statistica (ISTAT) - Elaboração gráfica da Wikipedia |